# Johannes Vogel
Johannes Christian Vogel, född 15 maj 1963, är en tysk botaniker och museiman.
Johannes Vogel växte upp i Bielefeld i Tyskland och var 1982–1984 enrollerad i Bundeswehr. Han studerade därefter i biologi och 
juridik på Bielefelds universitet och i botanik på Peterhouse College i Cambridge i Storbritannien. Han disputerade 1995 i genetik på Cambridge University. Han har framför allt forskat om ormbunksväxter.
Johannes Vogel arbetade från 1995 på Natural History Museum i London och var där chef för avdelningen för botanik 2004–2012. Han tillträdde 2012 som professor i biologisk mångfald och vetenskapsdialog på Humboldtuniversitetet i Berlin samt chef för Museum für Naturkunde.
Han gifte sig 2003 med botanikern Sarah Darwin (född 1964). Paret har två barn.